# Pastori delle steppe occidentali

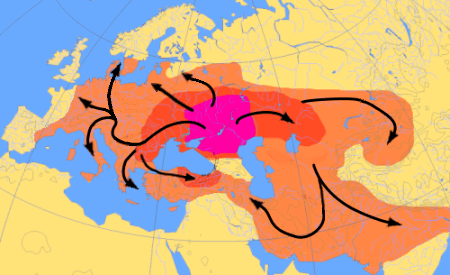
Espansione dei popoli indoeuropei secondo la teoria kurganica

In archeogenetica, i pastori delle steppe occidentali (in inglese Western Steppe Herders, abbreviato WSH, o Western Steppe Pastoralists) sono una distinta componente ancestrale che rappresenta la discendenza strettamente correlata alla cultura di Jamna della steppa pontico-caspica.

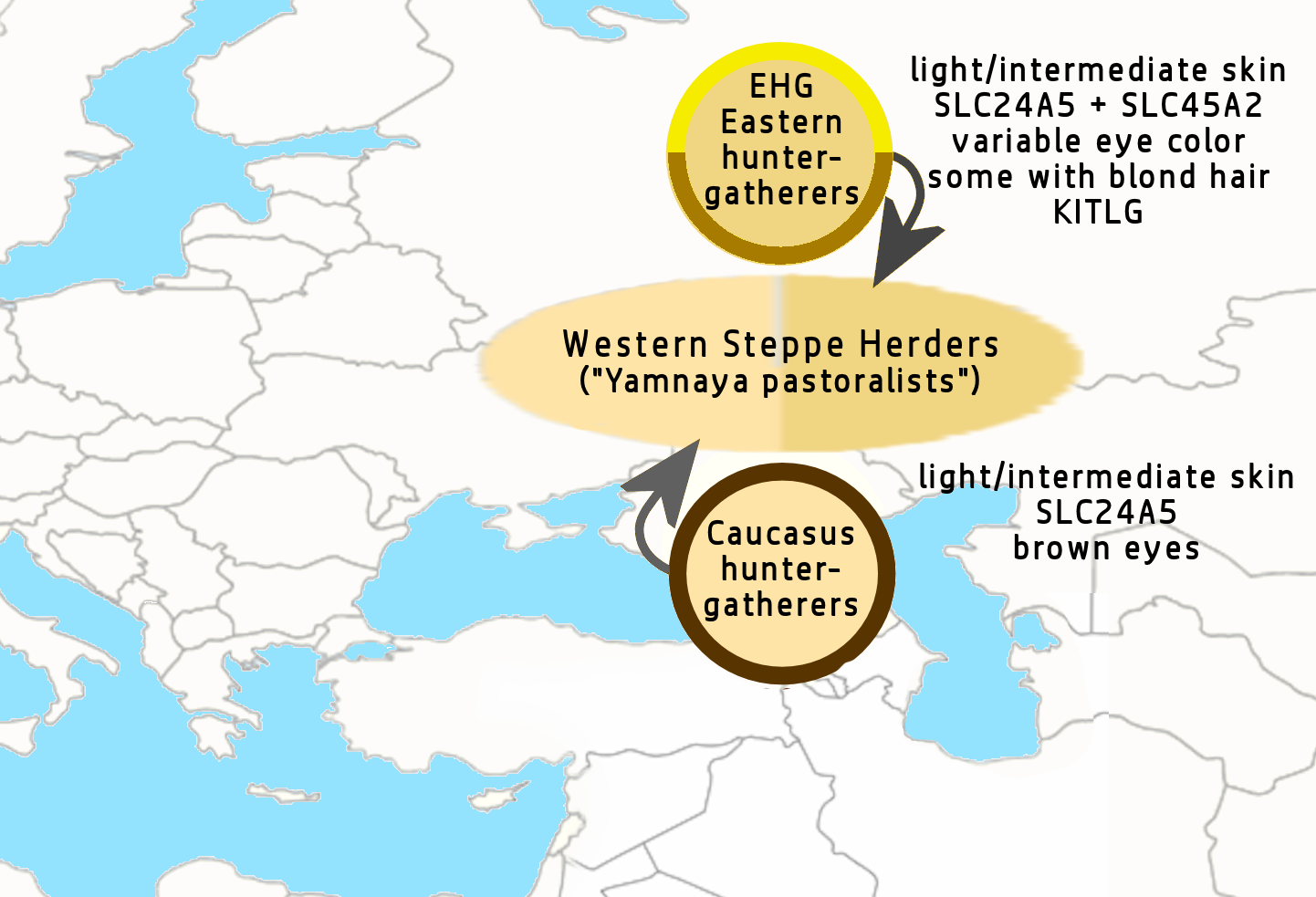
La commistione genetica tra EHG e CHG nelle steppe dell'Europa orientale diede origine ai pastori delle steppe occidentali.

I WSH sono considerati discendenti dai cacciatori-raccoglitori orientali (EHG) che ricevettero qualche mescolanza dai cacciatori-raccoglitori caucasici (CHG) durante il Neolitico. Intorno al 3.000 a.C., le genti della cultura di Jamna, appartenenti al cluster genico WSH, intrapresero una massiccia espansione in tutta l'Europa che avrebbe portato alla dispersione delle lingue indoeuropee. L'ascendenza WSH di questo periodo è spesso indicata come ascendenza steppica della prima e media Età del bronzo (steppa EMBA).

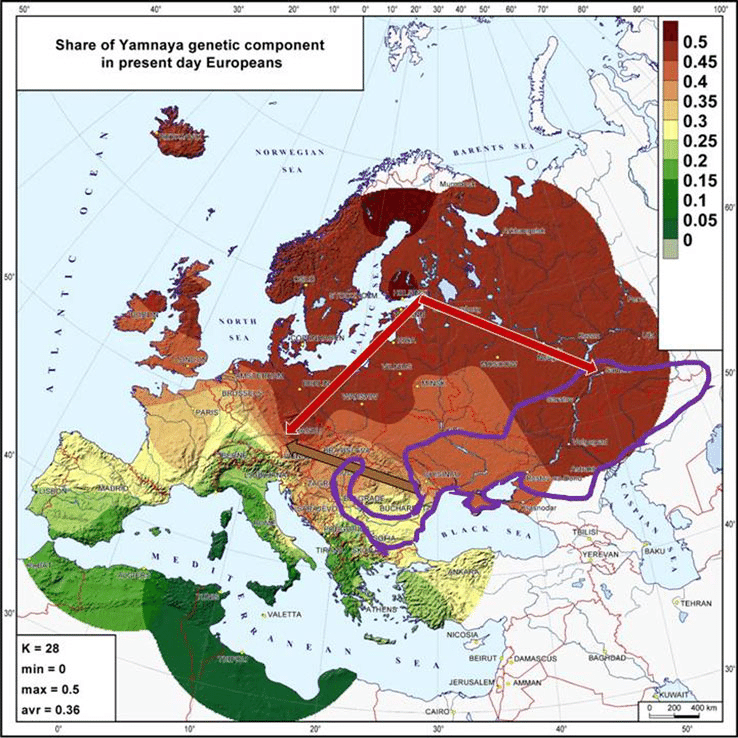
Distribuzione della componente genetica della cultura di Jamna in Europa e Nord Africa. In viola la massima estensione geografica della cultura archeologica

Questa espansione ha portato alla nascita della cultura della ceramica cordata, i cui membri, nel territorio dell'attuale Germania, erano circa al 75% di discendenza WSH, e alla scomparsa virtuale dell'Y-DNA dei primi agricoltori europei (EEF) dal pool genico europeo, alterando in modo significativo il patrimonio genetico dell'Europa. Attraverso la cultura del vaso campaniforme, la componente genetica WSH raggiunse anche le aree più occidentali del continente europeo, come le  isole britanniche e la penisola iberica.
Durante la prima età del bronzo, parte delle genti della ceramica cordata, mescolatesi con le popolazioni native dell'Europa centrale, intrapresero una migrazione di ritorno nelle steppe, formando un tipo di ascendenza WSH spesso denominata ascendenza steppica della media e tarda età del bronzo (Steppa MLBA). La successiva cultura di Andronovo si diffuse in Asia centrale insieme alle lingue indoiraniche, poi propagatesi nell'altopiano iranico e nel subcontinente indiano, lasciando un'eredità culturale e genetica di lunga durata nella regione.
La popolazione moderna dell'Europa può essere ampiamente modellata come una miscela di WHG (Western Hunter-Gatherer o cacciatori-raccoglitori occidentali), EEF e WSH. L'ascendenza WSH raggiunge il suo picco nell'Europa settentrionale, tra i norvegesi (~50%).

### Bibliografiche
1. ↑   Andrea Hanel e Carsten Carlberg, Skin colour and vitamin D: An update, in Experimental Dermatology, vol. 29, n. 9, 3 luglio 2020,  pp. 864-875, DOI:10.1111/exd.14142, PMID 32621306.
2. 1 2 3 4  (EN) Haak et al., Massive migration from the steppe is a source for Indo-European languages in Europe, su nature.com, 2015. URL consultato il 12 aprile 2025.
3. ↑   Iñigo Olalde, Selina Brace, Morten E. Allentoft, Ian Armit, Kristian Kristiansen, Thomas Booth, Nadin Rohland, Swapan Mallick, Anna Szécsényi-Nagy, Alissa Mittnik e Eveline Altena, The Beaker phenomenon and the genomic transformation of northwest Europe, in Nature, vol. 555, n. 7695, 21 febbraio 2018,  pp. 190–196, Bibcode:2018Natur.555..190O, DOI:10.1038/nature25738, ISSN 1476-4687 (WC · ACNP), PMC 5973796, PMID 29466337.
4. ↑   Iñigo Olalde, The genomic history of the Iberian Peninsula over the past 8000 years, Supplementary Materials, in Science, vol. 363, n. 6432, 2019,  pp. 64–65, Bibcode:2019Sci...363.1230O, DOI:10.1126/science.aav4040, PMC 6436108, PMID 30872528.